# برایان گراندی
برایان گراندی (انگلیسی: Brian Grundy؛ زادهٔ ۹ مهٔ ۱۹۴۵) بازیکن فوتبال اهل بریتانیا است.
از باشگاه‌هایی که در آن بازی کرده‌است می‌توان به باشگاه فوتبال وینسفورد یونایتد، باشگاه فوتبال مورکم، باشگاه فوتبال ویگان اتلتیک، و باشگاه فوتبال بری اشاره کرد.